# White City, Saskatchewan
White City är en ort i Kanada.   Den ligger i provinsen Saskatchewan, i den sydöstra delen av landet, 2 200 km väster om huvudstaden Ottawa. White City ligger 606 meter över havet och antalet invånare är 1 813.
Terrängen runt White City är platt. Runt White City är det mycket glesbefolkat, med 3 invånare per kvadratkilometer.. Närmaste större samhälle är Regina, 17,8 km väster om White City.
Trakten runt White City består till största delen av jordbruksmark.